# Greenfield (Illinois)
Greenfield is een plaats (city) in de Amerikaanse staat Illinois, en valt bestuurlijk gezien onder Greene County.

## Demografie
Bij de volkstelling in 2000 werd het aantal inwoners vastgesteld op 1179. In 2006 is het aantal inwoners door het United States Census Bureau geschat op 1113, een daling van 66 (-5,6%).

## Geografie
Volgens het United States Census Bureau beslaat de plaats een oppervlakte van 4,6 km², waarvan 4,4 km² land en 0,2 km² water. Greenfield ligt op ongeveer 171 m boven zeeniveau.

## Plaatsen in de nabije omgeving
De onderstaande figuur toont nabijgelegen plaatsen in een straal van 20 km rond Greenfield.